# Teatro Provisional (Praga)

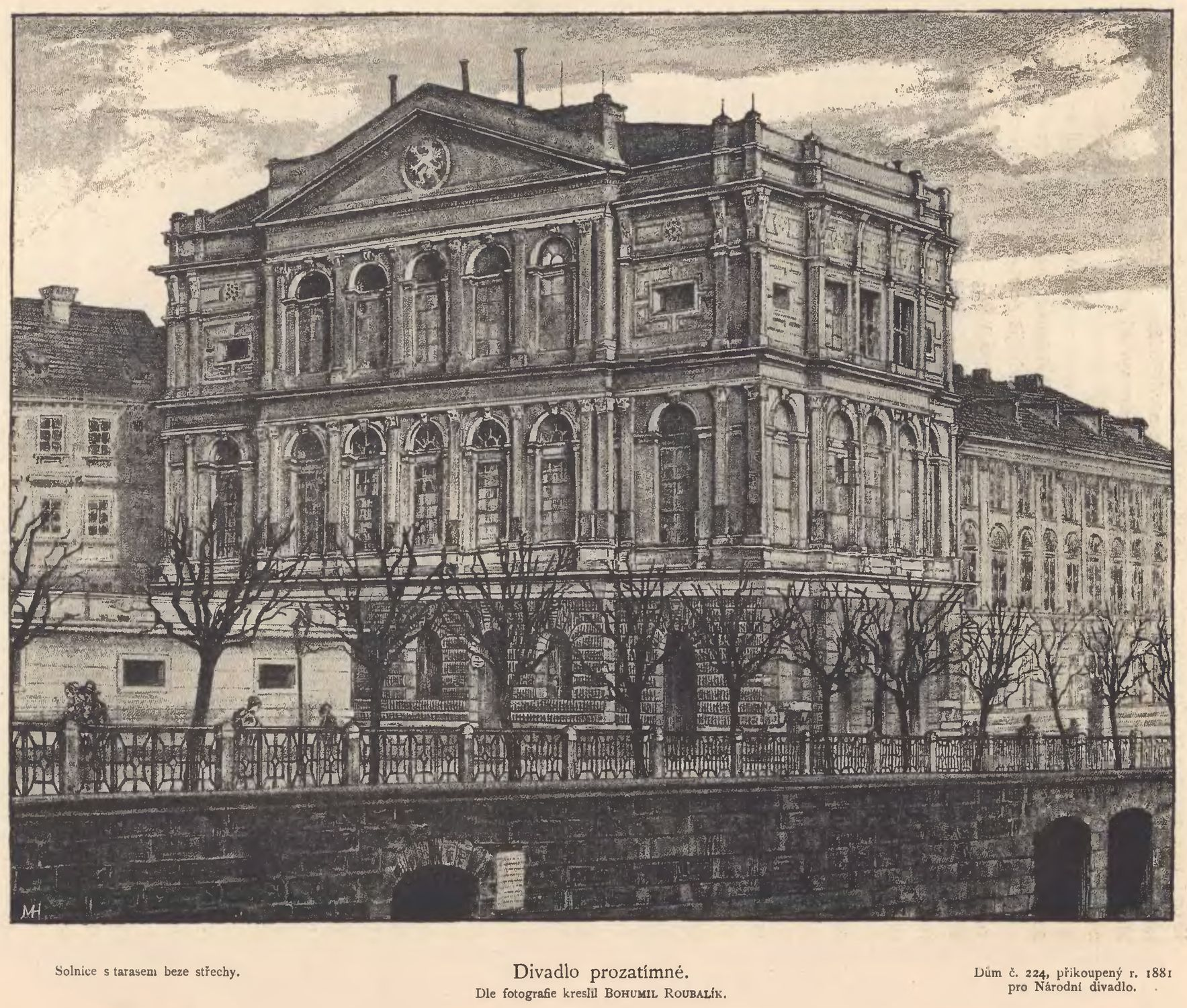
Teatro Provisional de Praga en una pintura histórica

El Teatro Provisional de Praga (en checo: Prozatímní divaldo) fue erigido en 1862 como un hogar temporal para el drama y la ópera checas hasta que pudiera construirse un Teatro Estatal permanente. Se inauguró el 18 de noviembre de 1862 y funcionó durante veinte años, durante los cuales se llevaron a cabo unas 5.000 funciones. Entre 1866 y 1876 el teatro estrenó cuatro óperas de Bedřich Smetana, incluyendo La novia vendida. El edificio del Teatro Provisional fue finalmente incorporado a la estructura del Teatro Nacional, que abrió sus puertas el 11 de junio de 1881.